# Victoria Verlichak
Victoria Verlichak (María Victoria Vrljičak, Buenos Aires, 1 de mayo de 1950) es escritora, periodista y crítica de arte argentina. Desde 1979 escribe sobre arte y libros. Durante varias temporadas, condujo el programa de radio “Artes Combinadas”, con Eduardo Villar.

## Trayectoria
Es crítica de arte en 
- Revista Hoornik de Buenos Aires (desde 2017);
- D&D, Diseño y Decoración de Buenos Aires (desde 1995);
- Art Nexus de Bogotá/Miami (desde 1994);
- Revista Noticias (desde 1989 a 2023).

En forma regular, integra jurados y dicta conferencias, participa de seminarios y coloquios nacionales e internacionales.

## Obras completas
- 1996. En la palma de la mano. Artistas de los Ochenta (Segunda edición, 2005, Ediciones Alon).
- 1998. El ojo del que mira. Artistas de los Noventa (Fundación Proa).
- 2001. Marta Traba. Una terquedad furibunda (Universidad Nacional de Tres de Febrero/Fundación Proa).
- 2007. Aizenberg (CEEPA, Buenos Aires); con prólogo de Dawn Ades.
- 2007. Martha Peluffo (CEEPA, Buenos Aires); con prólogo de Luis Felipe Noé.
- 2019. Mildred Burton. Atormentada y mordaz (Manuela López Anaya Ediciones, Buenos Aires)
- 2022. Una imagen para soñar (Ediciones ArtexArte, Buenos Aires).

### Libros en colaboración
- 1998. Mariano Cornejo. Edward Sullivan, Santiago Sylvester, V. Verlichak: “Apuntes para una biografía” (Ediciones Argentinas de Arte).
- 1999. Teresa Pereda. Nelly Perazzo, Mercedes Casanegra, V. Verlichak: “Ellos me pasaron el entusiasmo” (Ediciones Argentinas de Arte).
- 2005. Ruth Benzacar. Daniel Larriqueta, V. Verlichak: “Ruth Benzacar. La galería”, “Introducción y comentario de las exposiciones” (Fundación Espigas, Buenos Aires).
- 2009. Enfrentar el olvido. Julius Hollander con V. Verlichak (Editorial Parábola, Buenos Aires).
- 2009. Patrimonio de Buenos Aires: Grandes Obras del Banco Ciudad, María Elena Babino, Guillermo Whitelow, V. Verlichak: “Nuevas incorporaciones” (Editorial Bifronte, Buenos Aires).

### En compilados de autores varios
- 1998. Seis décadas de arte argentino. Ed Shaw, compilador. Victoria Verlichak: “Artistas sensibles para un tiempo canalla” (Universidad Torcuato Di Tella).
- 2000. Ser artista hoy. Ed Shaw, compilador. V. Verlichak: “El poder y la mujer en el arte” (Universidad Torcuato Di Tella).
- 2004. Entrevistas. Luz Castillo, Arte x Arte.
- 2007. Escritoras argentinas entre límites. Selección y prólogo Manuela Fingeret. V. Verlichak: “Con la vuelta marcada”. Buenos Aires, Instituto Movilizador de Fondos Cooperativos C.L., Desde la gente, 2007.
- 2007. Atmósfera. Las formas del fin. Proyecto realizado en Cabo Vírgenes 2005, Complejo Cultural Santa Cruz.
- 2010. El programa cultural y político de Marta Traba. Editor Gustavo Zalamea, Cátedra Marta Traba, Universidad Nacional de Colombia. V. Verlichak “La cultura de la resistencia”.

### Editora
- 2007. Arte Abstracto Argentino. Conferencias, Fundación Proa.
- 2011. Escenas de los ’80, Fundación Proa.

Además, Verlichak es autora de muchísimos catálogos de muestras.

## Premios
Su obra periodística recibió varios premios, tales como:
- 1998/1999. Premio Arlequín, Fundación Pettoruti. Ternada “Arlequín al Comunicador Social en Arte”.
- 2000. Premio Bernardo Graiver a la Entrevista del Año por El ojo del que mira. Artistas de los Noventa. Premios a la crítica 1998, AACA/AICA, Asociación Argentina de Críticos de Arte; Asociación Internacional de Críticos de Arte.
- 2002. Premio Jorge Barón Biza al Aporte de Investigación del Año por Marta Traba. Una Terquedad Furibunda. Premios a la crítica 2001, AACA/AICA, Asociación Argentina de Críticos de Arte; Asociación Internacional de Críticos de Arte.
- 2004. Premio Perfil a la Crítica.
- 2005. Mención especial del Premio Nacional de Lingüística, Filología e Historia de las Artes y de las Letras, producción 1994/1997, Secretaría de Cultura de la Presidencia de la Nación, por En la palma de la mano. Artistas de los Ochenta.
- 2007. Premio Miguel Briante al Libro 2007 por Martha Peluffo (2007), AACA/AICA, Asociación Argentina de Críticos de Arte (Entregado en 2009, en Malba - Fundación Costantini).
- 2008. Premios a la crítica 2008. “Premio Clamor Brzeska”, otorgado por Barraca Vorticista.
- 2017. Premio Konex - Diploma al Mérito como una de los 5 mejores periodistas de Artes Visuales de la última década en Argentina.